# Salgueiro Maia
Fernando José Salgueiro Maia GOTE • GCIH • GCL (Castelo de Vide, 1 de julho de 1944 — Lisboa, 4 de abril de 1992), foi um militar português. Foi um dos capitães do Exército Português que liderou as forças revolucionárias durante a Revolução de 25 de Abril de 1974, que marcou o final da ditadura em Portugal.

## Biografia
Salgueiro Maia foi o único filho de Francisco da Luz Maia, ferroviário, e de sua mulher, Francisca Silvéria Salgueiro (mortalmente atropelada aos 29 anos por um autocarro na Praça de Espanha, em Lisboa, tinha Fernando Salgueiro Maia quatro anos de idade).
Nascido em Castelo de Vide, distrito de Portalegre, no Alto Alentejo, viveu subsequentemente em Coruche (frequentando a Escola Primária de São Torcato) e em Tomar. Aqui, frequenta o Colégio Nun'Álvares, onde conhece, por exemplo, Carlos Matos Gomes.  Quando tem 16 anos a família instala-se em Pombal, indo Salgueiro Maia fazer o ensino secundário no Liceu Nacional de Leiria (hoje Escola Secundária Francisco Rodrigues Lobo). Filho de chefe de estação dos caminhos de ferro, vai acompanhando as mudanças de localização do pai.
Admitido, em outubro de 1964, na Academia Militar, em Lisboa, depois de ver reprovada a sua candidatura um ano antes, seria colocado na Escola Prática de Cavalaria (EPC), em Santarém, para fazer o tirocínio. Na mesma instituição, ascendeu a comandante de instrução e integrou uma companhia dos comandos na Guerra Colonial.
Depois da revolução, viria a licenciar-se em Ciências Políticas e Sociais, no Instituto Superior de Ciências Sociais e Políticas, em Lisboa.
Fernando Salgueiro Maia casou com Natércia Maia, professora, natural da freguesia de Minde, em 1970.  Adotaram dois filhos.
Em 1984, teve nos Açores um relacionamento extraconjugal com Filomena, que originou um filho, Andrew Philip, que entretanto adotou o sobrenome Salgueiro Maia, nascido em Nova Jérsia, nos Estados Unidos onde a mãe residiria na altura do parto. Mais tarde, após comunicação cordial com a mulher e filhos do defunto, Andrew faria originar uma ação de paternidade improcedente na justiça portuguesa, embora um teste de ADN tenha, durante o processo, resultado positivamente. A ação foi dada como improcedente por decorrência dos 10 anos previstos no Código Civil Português para a instauração da ação.

## Papel na Revolução de 25 de Abril

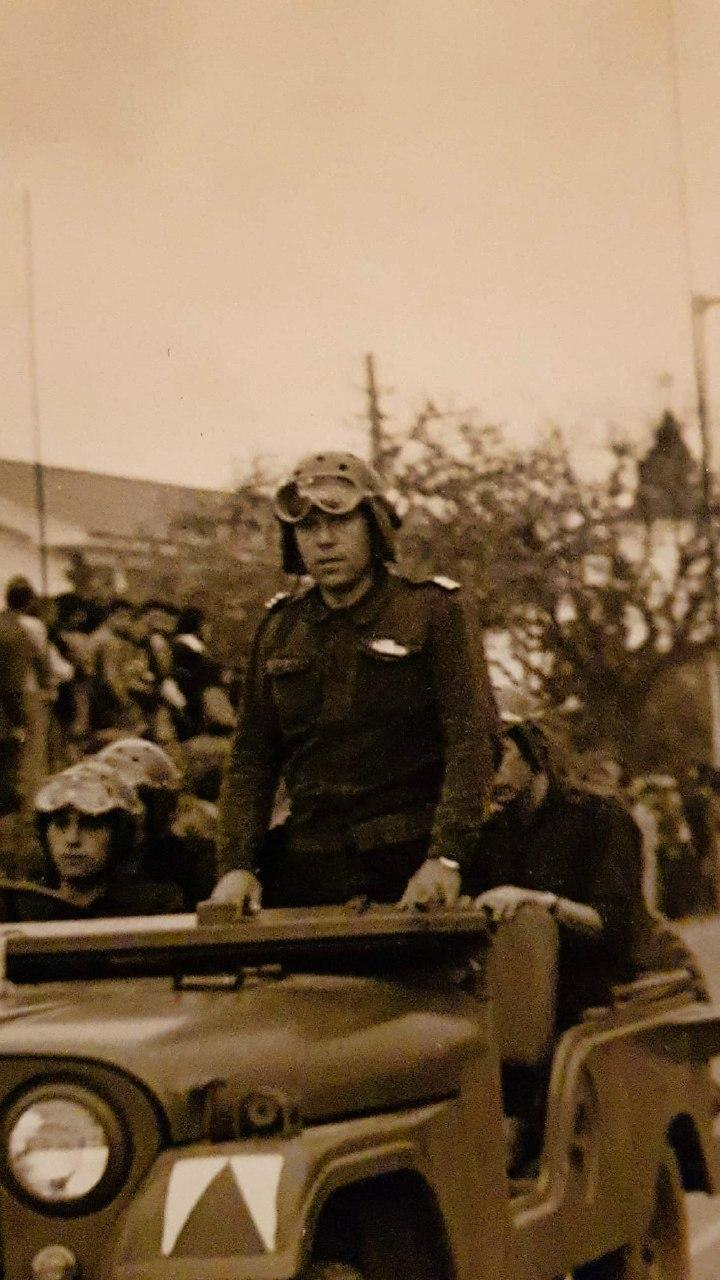
Salgueiro Maia durante uma parada militar em Santarém, em janeiro de 1975 - Fotografia de Natércia Maia

Em 1973 iniciam-se as reuniões clandestinas do Movimento das Forças Armadas e, Salgueiro Maia, como Delegado de Cavalaria, integra a Comissão Coordenadora do Movimento. Depois do 16 de Março de 1974 e do Levantamento das Caldas, foi Salgueiro Maia, a 25 de Abril desse ano, quem comandou a coluna de blindados que, vinda de Santarém, montou cerco aos ministérios do Terreiro do Paço forçando, já no final da tarde, seguindo as ordens de Otelo Saraiva de Carvalho no Posto de Comando na Pontinha, a rendição de Marcello Caetano, no Quartel do Carmo, que entregou a pasta do governo a António de Spínola. Salgueiro Maia escoltou Marcello Caetano ao avião que o transportaria para o exílio no Brasil.
Na madrugada de 25 de Abril de 1974, durante a parada da Escola Prática de Cavalaria (EPC), em Santarém, proferiu o célebre discurso: "Meus senhores, como todos sabem, há diversas modalidades de Estado. Os estados socialistas, os estados capitalistas e o estado a que chegámos. Ora, nesta noite solene, vamos acabar com o estado a que chegámos! De maneira que, quem quiser vir comigo, vamos para Lisboa e acabamos com isto. Quem for voluntário, sai e forma. Quem não quiser sair, fica aqui!". Todos os 240 homens que ouviram estas palavras, ditas de forma serena mas firme, tão característica de Salgueiro Maia, formaram de imediato à sua frente. Depois seguiram para Lisboa e marcharam sobre a ditadura.
A 25 de Novembro de 1975 sai da EPC, comandando um grupo de carros às ordens do Presidente da República. Será transferido para os Açores, só voltando a Santarém em 1979, onde ficou a comandar o Presídio Militar de Santarém. Em 1984 regressa à EPC.

## Após a Revolução

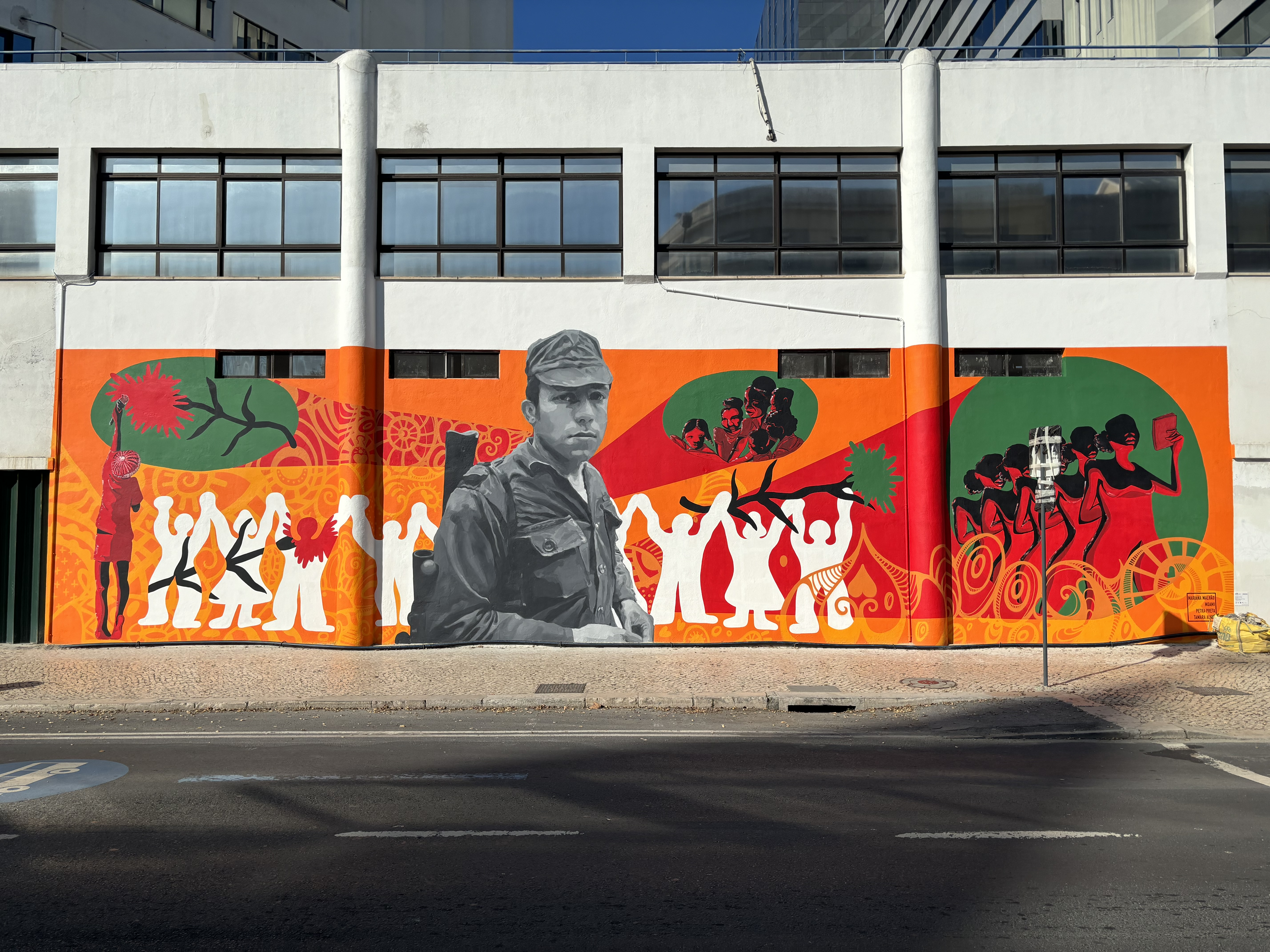
Mural dos 50 anos do 25 de abril por Mariana Malhão, MOAMI, Petra-Preta, Tamara Alves

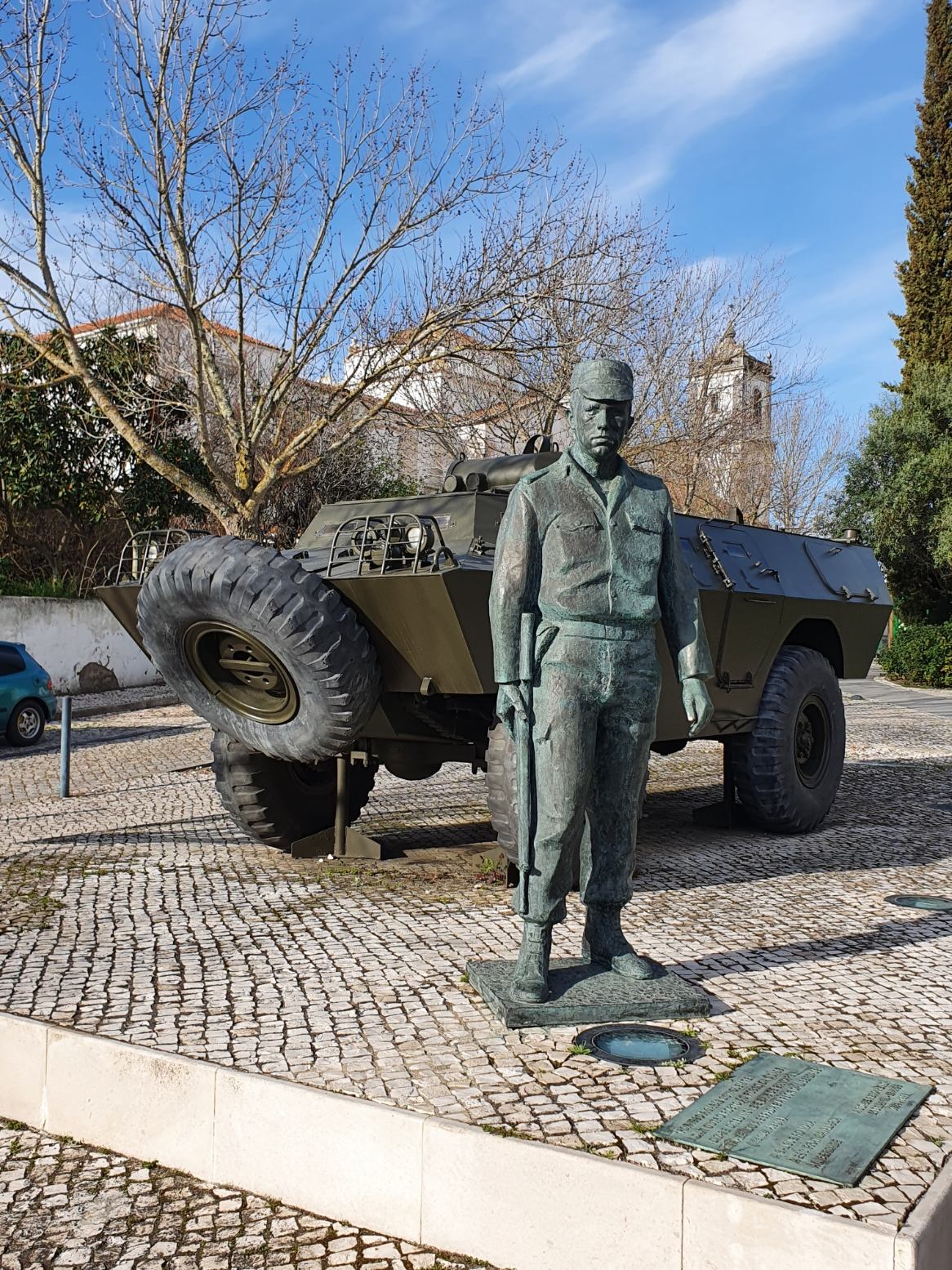
Tributo a Salgueiro Maia, em Santarém, aquando dos 25 anos do 25 de abril de 1974

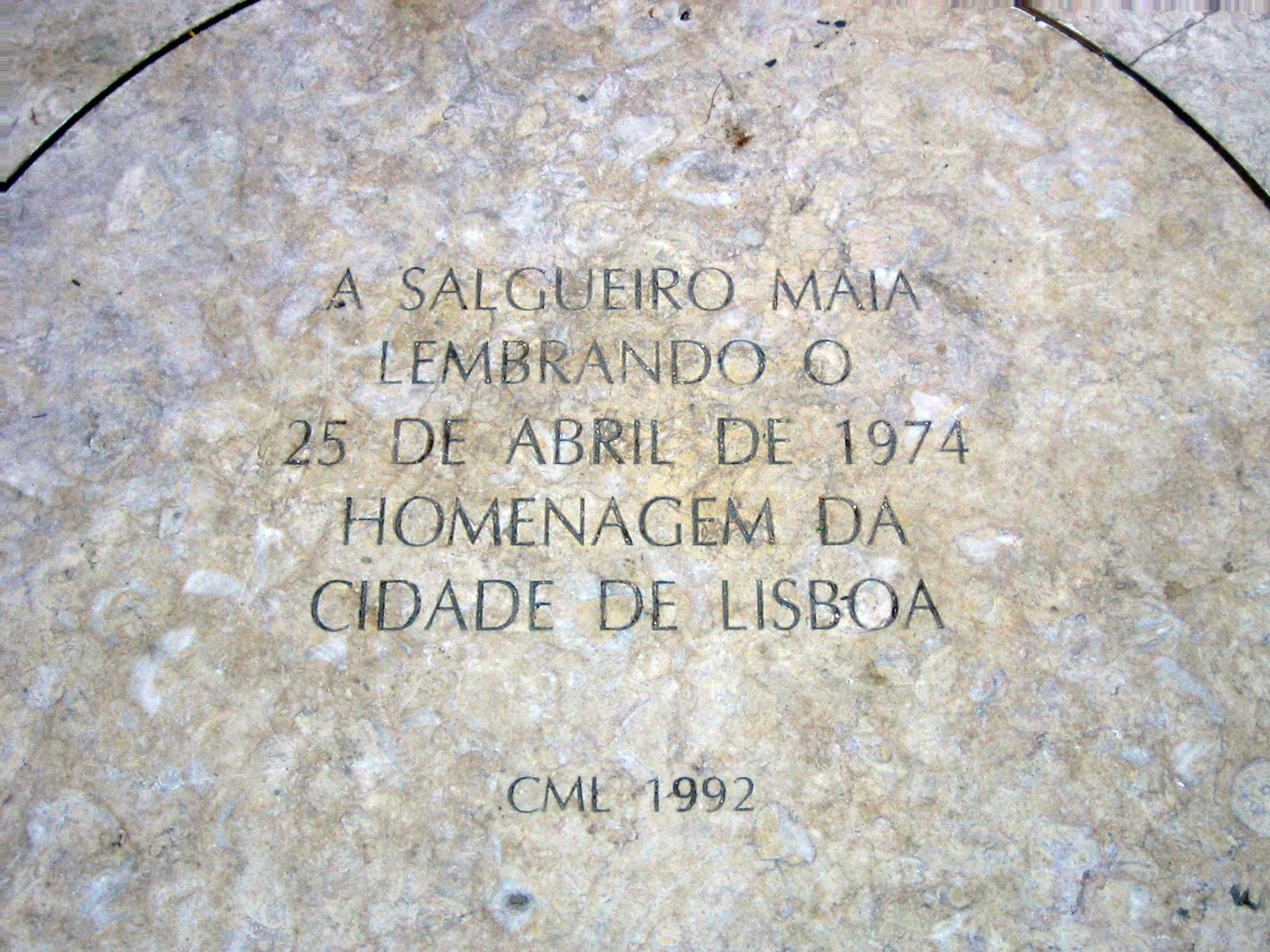
Placa de homenagem a Salgueiro Maia, no local onde se dirigiu aos sitiados no Quartel do Carmo - Largo do Carmo, Lisboa

O pós-revolução vai o deixar algo na sombra.
Recusou, ao longo dos anos, ser membro do Conselho da Revolução, adido militar numa embaixada à sua escolha, governador civil do Distrito de Santarém e pertencer à casa Militar da Presidência da República. Foi promovido a major em 1981 e, posteriormente, a Tenente-coronel.
Salgueiro Maia é transferido de Santarém para os Açores. Carlos Matos Gomes interpreta esse destacamento como a necessidade do novo regime dar uma mensagem de rutura com o processo revolucionário para o exterior.
Em 1988, o pedido de pensão vitalícia para Salgueiro Maia, não terá resposta pelo então primeiro-ministro Cavaco Silva, apesar do "parecer favorável do Conselho Consultivo da Procuradoria Geral da República (PGR)". A polémica estala quando quatro anos depois, o mesmo primeiro-ministro atribui essas pensões a dois agentes da PIDE. Salgueiro Maia denuncia em 1992 numa das últimas entrevistas “Estamos [capitães de Abril] a ser tratados como marginais.”

## Morte e distinções
Em 1989, foi-lhe diagnosticada uma doença cancerosa que, apesar das intervenções cirúrgicas, o vitimaria a 4 de abril de 1992. Foi enterrado sem honrarias, conforme seu próprio pedido.
A 24 de setembro de 1983, recebe a Grã-Cruz da Ordem da Liberdade, e, a título póstumo, o grau de Grande-Oficial da Antiga e Muito Nobre Ordem Militar da Torre e Espada, do Valor, Lealdade e Mérito, a 28 de junho de 1992, e em 2007 a Medalha de Ouro de Santarém.
Em 2009, o Presidente da República Aníbal Cavaco Silva homenageou Salgueiro Maia no 10 de Junho, depositando uma coroa de flores junto à sua estátua em Santarém. O jornal Expresso, intitula que "Cavaco tenta corrigir erro com 20 anos", após o indeferimento do pedido de pensão vitalícia.
Foi agraciado a título póstumo pelo Presidente Marcelo Rebelo de Sousa, com a Grã-Cruz da Ordem do Infante D. Henrique, a 25 de abril de 2016 (Dia da Liberdade), tendo a condecoração sido entregue à viúva a 30 de junho de 2016, véspera do dia em que completaria 72 anos de vida.

## Representações na cultura

### No ecrã
- A Hora da Liberdade (1999), representado por Manuel Wiborg.
- Capitães de Abril (2000), representado por Stefano Accorsi, dobrado por João Reis.
- Salgueiro Maia - O Implicado (2022), representado por Tomás Alves.